# 瑪利亞觀音
瑪利亞觀音为16世紀末至20世紀初日本天主教徒特有，直到1873年（明治6年）日本廢除禁止信仰天主教的政令之後，這種文化逐漸消失。

## 起源
1587年7月24日（天正15年6月19日），豐臣秀吉發佈伴天連追放令，下令驅逐在日本的外國傳教士。此後在江戶時代，德川將軍又多次頒佈禁教令，強迫日本的天主教徒（當時被稱為「吉利支丹」）放棄其信仰。
有一部分天主教徒迫於压力放棄了信仰（轉宗吉利支丹）；但另一部分人稱為潛伏吉利支丹的，则表面上放棄信仰改信佛教，暗地裡仍在信仰天主教。這些潛伏吉利支丹，將佛教中的觀世音菩薩像當作天主教中的聖母瑪利亞進行禮拜。這些被當作聖母瑪利亞的觀音像，被日本人稱作瑪利亞觀音像。
关於玛利亚观音像的来源，广泛的传说是有位吉利支丹神父因为信仰禁令十分苦恼，便虔诚地向圣母玛利亚祷告。後来他被观音菩萨託夢，菩萨告诉他，可以把玛利亚塑像塑成观音菩萨的样子，当你礼拜塑像时，就当做圣母玛利亚想，如果有人怀疑，逼迫你践踏塑像时，就当做观音菩萨想。神父如是塑造出玛利亚观音像，帮助了很多天主教徒。

## 形象
大多數瑪利亞觀音像使用中國的青瓷製造，也有使用白瓷製造的慈母觀音（送子觀音）像。慈母觀音是從中國發祥的一種觀音像，其造型是慈祥的觀世音菩薩懷抱著一名年幼的嬰兒。肥前（長崎縣）的浦上（今長崎市浦上）、平戶、五島列島等地的潛伏吉利支丹，使用慈母觀音像為崇拜對象，影射聖母瑪利亞懷抱著年幼的基督，潛伏吉利支丹在祈禱時向其禮拜。
瑪利亞觀音像的胸前可能雕刻著十字架，但日本各地的瑪利亞觀音像形狀各不相同。直到1873年（明治6年）日本廢除禁教令之後，這種文化逐漸消失。